# 萨普里特·辛格
萨普里特·辛格（英語：Sarpreet Singh；1999年2月20日—）是一位印度裔新西兰足球运动员，场上司职攻击中场，现效力於德乙球隊羅斯托克。他也代表新西兰国家足球队參賽。

## 俱乐部生涯

### 早年生涯
作为印度移民家庭的儿子，辛格出生于新西兰的奥克兰，并自幼加盟当地俱乐部奥尼洪加体育，得到主教练宮澤浩的长期指导。10岁时，辛格代表奥克兰参加澳大利亚室内足球锦标赛，赢得了最有价值球员奖，从而吸引了英超俱乐部埃弗顿的关注。
在代表新西兰17岁以下国家队的表现给人留下深刻的印象后，辛格于2015年初加盟惠灵顿凤凰的青训营，并在斯高茨中学获得由国家队成员颁发的足球奖学金。在跟随预备队参赛两年后，辛格于2017年2月18日作为替补首次亮相澳職聯，但球队以1比5不敌墨尔本城。

### 惠灵顿凤凰
2017年6月1日，辛格与惠灵顿凤凰签署了一份为期三年的合同，这是他的第一份职业合同。辛格于2017-18赛季中期成为惠灵顿凤凰一线队的一员，在时任主教练达里吉·卡列济奇治下陆续获得了替补出场的机会。随着主力中场戈兰·帕拉克奇受伤，辛格得以于2018年2月17日首次入选首发阵容，对阵珀斯光荣。在首发上阵仅3分钟，他便以一记远射入球帮助球队以2比1获胜。在这场表现之后，卡列济奇承诺会持续增加辛格首发登场的机会，并成为俱乐部的主力球员。而在对阵墨尔本城的赛季末轮比赛中射入2球后，辛格成为了该赛季仅次于安德里亚·卡鲁德洛维奇的队内第二高产射手——尽管他仅参加了十一场比赛。
辛格将他的良好状态带入了2018-19赛季，成为新任主教练马可·鲁丹无可争议的首发球员。在2018年12月22日以4比1击败布里斯班狮吼的比赛中，辛格爆发性的射入一记任意球并助攻大卫·威廉姆斯得分，从而被评论员形容为“当前这一时刻澳职联中的最优秀球员”。

### 拜仁慕尼黑
2019年7月1日，德甲俱乐部拜仁慕尼黑宣布与辛格签订了一份为期三年的合同，转会费用未公开，据信介乎于750000新西兰元至1000000美元之间。他立即被分配至俱乐部的预备队，即拜仁慕尼黑二队以参加德丙联赛。
辛格在2019年7月6日的友谊赛中首次亮相拜仁二队，并助攻打破僵局，帮助球队以2比1战胜利弗灵。11天后，辛格又首次亮相拜仁一线队，于2019年國際冠軍盃以1比2不敌阿森纳的比赛中替补登场，并参加了其后对阵皇家马德里和AC米兰的两场比赛。在7月31日对阵托特纳姆热刺的2019年奥迪杯决赛中，辛格首次首发打满全场，并在最终的点球大战中射入点球。辛格的季前表现给时任一线队主教练的尼科·科瓦奇留下了深刻的印象，于是在8月3日的2019年德国超级杯决赛中，他首次入选一线队的正式比赛大名单，但未能出场，而拜仁也以0比2不敌普鲁士多特蒙德。

## 国家队生涯
辛格的首次国际比赛出场是在U17国家队，那是在2014年12月24日，被主教练何塞·菲盖拉召入了参加2015年大洋洲U-17足球锦标赛的20人大名单。两年后，他又代表新西兰U20国青队参加了2017年U-20世界盃，于十六强赛阶段遭美国队淘汰。辛格也参加了2019年U-20世界盃，这次同样是十六强赛阶段，在与哥伦比亚队经过加时仍战成1比1的情况下，通过点球大战不敌对手。
2018年3月24日，辛格首度入选成年组新西兰国家足球队，以参加在穆尔西亚对阵加拿大的友谊赛。他于下半场替补亮相，但未能阻止球队以0比1告负。在2018年英雄盃國際足球邀請賽对阵肯尼亚的比赛中，辛格射入了代表新西兰队的首个入球；而于同一届赛事中，他还在2比1战胜印度的比赛中送出两次助攻。

### 国家队入球
新西兰队的比分及入球列前。
| #  | 日期         | 场地                     | 对手 | 入球 | 比分 | 赛事                       |
| -- | ------------ | ------------------------ | ---- | ---- | ---- | -------------------------- |
| 1. | 2018年6月2日 | 印度孟买，孟买足球竞技场 |      | 1–0  | 1–2  | 2018年英雄盃國際足球邀請賽 |

## 荣誉
- 大洋洲U-17足球锦标赛：2015年（英语：2015 OFC U-17 Championship）[18]